# العصا الحادة (فلم)
العصا الحادة (بالإنجليزية: Sharp Stick) هو فيلم كوميدي أمريكي لعام 2022 من سيناريو وإخراج وإنتاج لينا دونهام، عُرض الفيلم لأول مرة في مهرجان صندانس السينمائي في 22 يناير 2022، وصدر في الولايات المتحدة في 29 يوليو 2022،

## طاقم التمثيل
- كريستين فروسيث بدور سارة جو
- جون بيرنثال في دور جوش
- لوكا سبات في دور آرفين
- سكوت سبيدمان في دور فانس ليروي
- لينا دونهام بدور هيذر
- إيبون موس باتراش بدور يولي
- تايلور بيج في دور ترينا
- جينيفر جيسون لي في دور مارلين
- تومي دوفرمان في دور تالي
- جانيكزا برافو في دور مرسيدس

## روابط خارجية
- مقالات تستعمل روابط فنية بلا صلة مع ويكي بيانات